# الرشيدة (السويداء)
الرشيدة هي قرية سورية تقع في ناحية المشنف من منطقة السويداء في محافظة السويداء.

## تاريخ
تضم القرية مجموعة من الآثار التي تعود إلى فترات تاريخية مختلفة أبرزها الأنباط والرومان والبيزنطيين والمناذرة، بما في ذلك بقايا أبنية حجرية وأدوات فخارية، مما يدل على تنوع الحضارات التي مرت على المنطقة.